# This Is Hardcore
Az 1998-as This Is Hardcore a Pulp hatodik nagylemeze. Három évvel az áttörést jelentő Different Class albumuk után jelent meg, a rajongók türelmetlenül várták. Az előző albumhoz hasonlóan, ez is az albumlisták élére került, a kritikusok is jól fogadták. A Pulp számára meghozta a harmadik jelölést a Mercury Music Prize-ra. Az eredeti brit kiadás egy koncertfelvételeket tartalmazó bónusz CD-vel jelent meg, a This Is Glastonbury-vel. 2006. szeptember 11-én jelent meg az album deluxe kiadása egy második CD-vel, amelyen B-oldalas számok, demók és ritkaságok kaptak helyet.
A címadó dal videóklipjét Doug Nichol rendezte, és minden idők 51. legjobb videójának tartják.
Az album szerepel az 1001 lemez, amit hallanod kell, mielőtt meghalsz című könyvben.

## Az album dalai
|     | Cím                          | Hossz |
| --- | ---------------------------- | ----- |
| 1.  | The Fear                     | 5:35  |
| 2.  | Dishes                       | 3:30  |
| 3.  | Party Hard                   | 4:00  |
| 4.  | Help the Aged                | 4:28  |
| 5.  | This Is Hardcore             | 6:25  |
| 6.  | TV Movie                     | 3:25  |
| 7.  | A Little Soul                | 3:19  |
| 8.  | I'm a Man                    | 4:59  |
| 9.  | Seductive Barry              | 8:31  |
| 10. | Sylvia                       | 5:44  |
| 11. | Glory Days                   | 4:55  |
| 12. | The Day After the Revolution | 14:56 |

## Közreműködők
- Jarvis Cocker – dalszövegek
- Doyle, Cocker, Webber, Banks, Mackey, Peter Thomas (This Is Hardcore), Antony Genn (Glory Days) – zene
- John Currin, Peter Saville – művészeti vezető
- Howard Wakefield, Paul Hetherington – művészi munka, design
- Horst Diekgerdes – fényképek
- Pete Lewis – hangmérnök
- Chris Thomas – producer
- Magnus Fiennes, Mark Hayley, Matthew Vaughan, Olle Romo – programozás

## Fordítás
Ez a szócikk részben vagy egészben a This Is Hardcore című angol Wikipédia-szócikk ezen változatának fordításán alapul.  Az eredeti cikk szerkesztőit annak laptörténete sorolja fel. Ez a jelzés csupán a megfogalmazás eredetét és a szerzői jogokat jelzi, nem szolgál a cikkben szereplő információk forrásmegjelöléseként.